# 鄭曉如
鄭曉如（？—？），山东兖州人，清朝政治人物。举人出身。
咸丰十年（1860年），擔任清朝廣州府新安縣知縣。后由烏廷梧接任。